# هرمان وولف
هرمان وولف (بالألمانية: Hermann Wulf)‏ هو طبيب ألماني، ولد في 25 يوليو 1915 في Steinburg, Stormarn ‏ في ألمانيا، وتوفي في 19 مايو 1990 في نوردرشتيت في ألمانيا.